# Руанда на Светском првенству у атлетици на отвореном 2015.
Руанда је учествовала на Светском првенству у атлетици на отвореном 2013. одржаном у Пекингу од 22. до 30. августа петнаести пут, односно учествовала је на свим првенствима до данас. Репрезентацију Руанде представљао је један атлетичар, који је такмичио у трци на 5.000 метара.,
На овом првенству атлетичари Руанде нису освојили ниједну медаљу, а оборен је један лични рекорд.

## Учесници
Мушкарци:
- Фелисјан Муитира — 5.000 м

## Резултати

### Мушкарци
| Атлетичар        | Дисциплина | Лични рекорд | Квалификације | Квалификације | Полуфинале | Полуфинале | Финале          | Финале       | Детаљи |
| Атлетичар        | Дисциплина | Лични рекорд | Резултат      | Место         | Резултат   | Место      | Резултат        | Место        | Детаљи |
| ---------------- | ---------- | ------------ | ------------- | ------------- | ---------- | ---------- | --------------- | ------------ | ------ |
| Фелисјан Муитира | 5.000 м    | -            | 14:11,12 ЛР   | 17. гр. 1     |            |            | Нје се пласирао | 35 / 39 (41) |        |